# 영흥중학교 (인천)
영흥중학교(靈興中學校)는 대한민국 인천광역시 옹진군 영흥면 내리에 있는 공립 중학교이다.

## 학교 연혁
- 1964년 12월 12일 : 영흥중학교 설립 인가(3학급)
- 1965년 3월 5일 : 영흥중학교 개교
- 1965년 4월 14일 : 제1대 정광욱 교장 취임
- 2010년 2월 24일 : 신축교사(현 영흥중고등학교)로 이전
- 2012년 3월 1일 : 인천영흥고등학교 개교(2학급, 특수 1학급), 중고 통합학교
- 2022년 9월 1일 : 제28대 김병훈 교장 취임(고등학교 4대)
- 2024년 1월 5일 : 중학교 제57회 졸업식(중 33명, 누계 2,562명)
- 2024년 1월 5일 : 고등학교 제10회 졸업식(고 31명, 누계 352명)
- 2024년 3월 4일 : 중학교 37명 입학
- 2024년 3월 4일 : 고등학교 30명 입학

## 참고 자료
- 영흥중학교 - 한국교육학술정보원 학교알리미